# 華聲慕
華聲慕（1909年7月18日—1982年5月20日），亦作華聲慕阿吉，原名哈斯木，字啟予，又名馬如龍，维吾尔族，新疆省葉城縣人。中华民国及中华人民共和国政治人物。

## 生平
出生於工人家庭。幼年在當地學堂学习，後在新疆省立師範學校讀書。抗日战争時，進入新疆省政治幹部訓練班學習。歷任托克遜縣縣長、新疆省教育廳廳長、新疆政治幹部人員訓練班主任和新疆省維吾爾文化促進會委員長等職。
1942年5月，盛世才製造“陰謀暴動案”，被捕入獄。1945年5月出獄，任新疆省民政廳副廳長。
1948年，當選立法委員，曾出席第一屆立法院第一次預備會議立院議事規則起草委員，第一會期內政及地方自治委員會、外交委員會 
1949年，入革命大學學習，後調華北人民大學學習。同年八月，《人民日報》發表等人署名的《原國民黨政府立法委員脫離國民黨反動派的宣言》。
1950年9月，自華北人民大學畢業後，在中央民族事務委員會當參事。1949年至1953年，任毛澤東的維吾爾語翻譯。1953年5月，回新疆，在新疆省人民政府交際處任副處長。1954年，調新疆省幹部學校從事教育工作。後來又在新疆語文學院、新疆師範學院等高校任翻譯教研室主任。
文化大革命期間，與劉德恩、馬雲文、白文昱被稱為“四大金剛”，經常戴高帽子遊街示眾，受到強制勞動等殘酷折磨。1976年退休，時在新疆大學工作。
1982年，逝世，安葬在乌鲁木齐市革命烈士陵园。